# 짱구는 못말려 극장판: 태풍을 부르는 장엄한 전설의 전투
《짱구는 못말려 극장판: 태풍을 부르는 장엄한 전설의 전투》(일본어: 映画クレヨンしんちゃん嵐を呼ぶアッパレ!戦国大合戦)은 2002년 제작된 일본의 애니메이션 영화이다.
우스이 요시토의 《주간 액션》에 연재된 만화 《크레용 신짱》을 원작으로 하여 제작된 TV시리즈 《짱구는 못말려》의 극장용 애니메이션 영화 시리즈 10편이다.
원어 제목의 아라시(嵐)는 몹시 거센 바람을 의미하는 일본의 단어이다. 폭풍우와 비슷한 개념으로 사용된다. 또, 앗파레(アッパレ)는 외래어를 표기하는 카타카나로 표현되었으며, 발음상의 의미로는 훌륭하다, 장하다와 같은 의미를 가진다.
대한민국에서는 대원방송에서 수입하고 기모노 사무라이 쓰면 방송심의에 걸리기 때문에 한국식 이름과 한국어 더빙작업을 하여, 《극장판 짱구는 못말려 태풍을 부르는 장엄한 전설의 전투》이라는 이름으로 15세 이상 관람가 등급으로 챔프, 애니원, 애니박스, 채널CGV에서 방영되었다. 

## 줄거리
어느날, 아름다운 여인이 나타나는 꿈을 꾼 노하라 일가. 아침에 깨어난 이들은 이를 의아하게 여겼지만 별로 신경쓰지 않고 일상을 시작한다. 이날 오후, 유치원을 마치고 돌아온 신노스케는 시로가 앞마당에 구덩이를 파고있는걸 발견했다. 잠시후, 이를 본 미사에는 아들이 장난친거라 여기고 삽을 쥐어주며 다시 원래대로 되돌려 놓으라고 한다. 하지만 신노스케는 구덩이 안에 보물이 있다고 여기며 삽을 들고 더 깊이 파기 시작했고 잠시후에 찾아낸건 부리부리몬이 그려진 이상한 종이쪽지였다.
그리고 정신을 차려보니 신노스케는 이상한 숲속에 홀로 서 있었고 사극드라마에서나 나올법한 무사들이 가득했다. 한참뒤, 그는 자신이 수백년전 전국시대로 되돌아왔다는걸 알게 됐다. 하지만 특유의 넉살로 전국시대 무사들과 금세 가까워진다. 한편, 미사에와 히로시는 흔적도 없이 사라져버린 아이때문에 골머리를 앓고있던 도중 신짱이 주운 종이쪽지를 발견했다. 아이를 찾으려면 종이쪽지의 말대로 하는 것밖에 방법이 없다고 생각한 두 사람은 자신들도 과거로 돌아가기로 한다.

## 등장인물
- 노하라 신노스케 (신짱구)
- 노하라 히로시 (신형만)
- 노하라 미사에 (봉미선)
- 노하라 히마와리 (신짱아)
- 시로 (흰둥이)
- 이지리 와타베 요시토시 (비룡)
- 가스가 이즈미노카미 야스츠나 대영주
- 가스가 렌 왕세녀 (연이 왕세녀)
- 이누이 효고노스케 요리히사
- 사카키 하야토노스케 아키타다
- 호리카와 신파치로 타다츠구
- 니에몽 (덕보)
- 오사토 (덕보 아내)
- 히코조 (번개)
- 기스케 (뚝심)
- 카즈마 (철새)
- 오오마사 (훈봉)
- 보우시치 (맹달)
- 오오쿠라이 타카토라 대영주 (흑호 대영주)
- 마가라 타로자에몽 나오타카

## 캐스트
- 노하라 신노스케 - 야지마 아키코
- 노하라 히로시 - 후지와라 케이지
- 노하라 미사에 - 나라하시 미키
- 노하라 히마와리 - 코오로기 사토미
- 시로, 카자마 토루 - 마시바 마리
- 사쿠라다 네네 - 하야시 타마오
- 사토 마사오 - 이치류사이 테이유
- 보오 - 사토 치에
- 이지리 마타베 요시토시 - 야라 유사쿠
- 카스가 렌 - 코바야시 아이
- 카스가 이즈미노가미 야스츠나 - 하자마 미치오
- 이누이 효고노스케 요리히사 - 오오츠카 치카오
- 니에몬 - 오가타 켄이치
- 사카키 하야토노스케 아키타다 - 겐다 텟쇼
- 호리카와 신파치로 타다츠구 - 나야 로쿠로
- 히코조 - 미야사코 히로유키
- 기스케 - 호토하라 토오루
- 요시노 - 야마모토 케이코
- 오사토 - 우에무라 노리코
- 시녀 - 나가시마 유코
- 텟포 아시가루 - 댄스☆맨
- 텟포 아타마 - 스가와라 준이치
- 카스가 가문의 무장 - 에가와 히사오
- 오오쿠라 가문의 중신 - 나카지마 토시히코
- 문지기 - 누노메 사다오
- 사무라이 대장 - 시마카 유우
- 친위대 - 야나기사와 에이지
- 저격병 - 타카세 아키미츠
- 오오쿠라 타카토라 - 야마지 카즈히로
- 사쿠마 곤베 - 우가키 히데나리
- 마가라 타로자에몽 나오타카 - 타치키 후미히코

## 한국어 더빙
- 짱구 : 박영남
- 짱구 아빠 / 흑갈성 후위대장 : 오세홍
- 짱구 엄마 / 맹구 / 맹달 : 강희선
- 짱아 / 철수 / 철쇠 / 덕보댁 : 여민정
- 흰둥이 / 유리 : 장경희
- 훈이 / 훈봉 / 유모 : 정혜옥
- 연이 : 이용신
- 비룡 : 홍시호
- 떡잎 영주 : 온영삼
- 덕보 / 흑호 영주 : 윤세웅
- 진충신 : 이주창
- 천만태 : 현경수
- 태정무 : 이현우

## 스태프
- 원작 : 우스이 요시토 《크레용 신짱》
- 캐릭터 원안 : 우스이 요시토
- 작화감독 : 하라 카츠노리, 오오모리 타카토시, 마마다 마스오
- 캐릭터 디자인 : 스에요시 유우이치로
- 미술감독 : 코가 토오루, 시미즈 토시유키
- 촬영감독 : 우메다 토시유키
- 점토 애니메이션 : 이시다 타쿠야
- 음악 : 아라카와 토시유키, 하마구치 시로
- 녹음감독 : 오오쿠마 아키라
- 편집 : 오카야스 하지메, 코지마 토시히코
- 치프 프로듀서 : 모기 히토시, 오오타 켄지, 이쿠다 히데타카
- 감독 · 각본 : 하라 케이이치
- 그림 콘티 : 하라 케이이치, 미즈시마 츠토무
- 연출 : 미즈시마 츠토무
- 색채 설계 : 노나카 사치코
- 동화 체크 : 오하라 켄지
- 동화 : 교토 애니메이션, 애니메이션 Do, 스튜디오 정글짐, 스튜디오 다브, 매드하우스, 애니메토로토로, OH!프로덕션, M.I, 무겐칸, 도가코보, 스튜디오 자엔도, 신에이 동화, 애니마루屋, TNK
- 마무리 : 교토 애니메이션, 라이트 풋, M.I, 트레이스 스튜디오 M, 오피스 푸우, 매드하우스
- 특수효과 : 마에카와 타카시
- 배경 : 스튜디오 유니, 아틀리에 로쿠
- 배경 스캔 : SCAN屋
- 촬영 : 애니메 필름
- 촬영협력 : 라이트 풋
- 점토 애니메이션 크루 : 시가 츠요시, 스즈키 토오루, 호리바 사치코
- CGI : 쿠스베 타쿠미, 츠츠미 노리유키
- 엔딩 합성 : 카시와바라 켄지
- 타이틀 : 미치카와 아키라
- 음향제작 : 오디오 플래닝 유
- 음향제작 데스크 : 야마구치 사야카, 카토 토모미
- 음향제작진행 : 이자와 토모이, 스즈키 노리코
- 레코딩 스튜디오 : APU 스튜디오
- 믹서 : 오오시로 히사노리, 우치야마 히로아키
- 어시스턴트 믹서 : 타나카 아키요시, 야마모토 히사시, 타구치 노부타카, 카네코 토시야
- 효과 : 마츠다 아키히코, 하라다 아츠시 (피즈 사운드 크리에이션)
- 효과 조수 : 키타카타 하타미
- 음악협력 : 이매진, 사이토 유지
- 스코어 믹서 : 나카무라 아츠시
- 편집 : 나카하 유미코, 무라이 히데아키, 카와사키 아키히로, 미야케 요시키
- 현상 : 도쿄 현상소
- 돌비 필름 컨설턴트 : 카와히가시 츠토무, 모리 미키오
- 디지털 광학녹음 : 니시오 노보루
- 프로듀서 : 야마카와 준이치, 와다 야스시(신에이 동화), 후쿠요시 켄(테레비 아사히)
- 제작 데스크 : 타카하시 와타루, 키노 타케시
- 제작진행 : 니시카와 아키히코, 타카하시 레나, 히로카와 코우지, 아라모토 모토미치
- 제작 : 신에이 동화, 테레비 아사히, ASATSU-DK
- 배급 : 토호

### 원화
- 스에요시 유우이치로, 하야시 시즈카, 오오츠카 마사미, 마츠시타 토모미, 오와시 히데토시

- 카쿠 테츠로, 스즈키 다이시, 시미즈 히로시, 오모로 타지, 호시노 마모루

- 마츠이 리카코, 마츠모토 토모유키, 아라카와 마사츠구, 마츠야마 마사히코, 이즈미 키누코

- 오오쿠보 오사무, 유아사 에이코, 히가시데 후토루, 시게모토 마사히로, 시노하라 마키코

- 카네코 시즈에, 이시이 사토미, 나카이 리에코

- 하라 카츠노리, 오오모리 타카토시, 마마다 마스오

- 교토 애니메이션 / 타카하시 히로유키, 키타노하라 타카마사, 아라야 토모에

- 애니메이션 Do / 요네다 미츠요시

- 스튜디오 정글짐 / 카마타 유스케, 하리가야 히데오, 마에다 카즈유키, 야마구치 야스노리, 모기 타쿠지

- M.S.C / 사토 마사히로, 고야마 칸스케, 세키구치 카나미, 이시이 유리코

## 같이 보기
- 발라드 이름없는 사랑 노래

## VHS·DVD
- VHS - 2003년 3월 28일 반다이 비주얼에서 발매
- DVD - 2003년 11월 28일 반다이 비주얼에서 발매